# Пейдж (Аризона)
Пейдж (англ. Page) — місто (англ. city) в США, в окрузі Коконіно штату Аризона. Населення — 7440 осіб (2020).

## Географія
Пейдж розташований за координатами 36°54′10″ пн. ш. 111°27′39″ зх. д. / 36.90278° пн. ш. 111.46083° зх. д. (36.902769, -111.460867). За даними Бюро перепису населення США в 2010 році місто мало площу 43,08 км², з яких 43,06 км² — суходіл та 0,02 км² — водойми. В 2017 році площа становила 99,30 км², з яких 98,92 км² — суходіл та 0,38 км² — водойми.

### Клімат
| Клімат : Пейдж          | Клімат : Пейдж | Клімат : Пейдж | Клімат : Пейдж | Клімат : Пейдж | Клімат : Пейдж | Клімат : Пейдж | Клімат : Пейдж | Клімат : Пейдж | Клімат : Пейдж | Клімат : Пейдж | Клімат : Пейдж | Клімат : Пейдж | Клімат : Пейдж |
| Показник                | Січ.           | Лют.           | Бер.           | Квіт.          | Трав.          | Черв.          | Лип.           | Серп.          | Вер.           | Жовт.          | Лист.          | Груд.          | Рік            |
| Абсолютний максимум, °C | 17,8           | 22,2           | 27,8           | 32,8           | 38,9           | 41,7           | 42,8           | 41,1           | 37,8           | 33,9           | 25,0           | 18,9           | 42,8           |
| Середній максимум, °C   | 6,2            | 10,2           | 15,3           | 20,3           | 25,8           | 32,3           | 35,1           | 33,3           | 28,6           | 20,9           | 12,1           | 6,5            | 20,6           |
| Середній мінімум, °C    | −3,2           | −0,9           | 2,8            | 6,4            | 11,4           | 16,8           | 20,2           | 19,1           | 14,7           | 8,1            | 1,5            | −2,7           | 7,8            |
| Абсолютний мінімум, °C  | −23,9          | −14,4          | −7,8           | −3,9           | −0,6           | 6,7            | 13,3           | 7,8            | 4,4            | −4,4           | −8,9           | −17,2          | −23,9          |
| Норма опадів, мм        | 15             | 12             | 17             | 13             | 10             | 4              | 15             | 18             | 17             | 25             | 14             | 12             | 172            |
| Днів з опадами          | 4,5            | 4,0            | 5,2            | 3,5            | 3,2            | 1,7            | 4,6            | 5,2            | 4,5            | 4,3            | 3,2            | 3,9            | 47,8           |
| Днів зі снігом          | 0,9            | 0,6            | 0,3            | 0              | 0              | 0              | 0              | 0              | 0              | 0              | 0,2            | 0,6            | 2,6            |
| ----------------------- | -------------- | -------------- | -------------- | -------------- | -------------- | -------------- | -------------- | -------------- | -------------- | -------------- | -------------- | -------------- | -------------- |
| Джерело: NOAA           |                |                |                |                |                |                |                |                |                |                |                |                |                |

## Історія

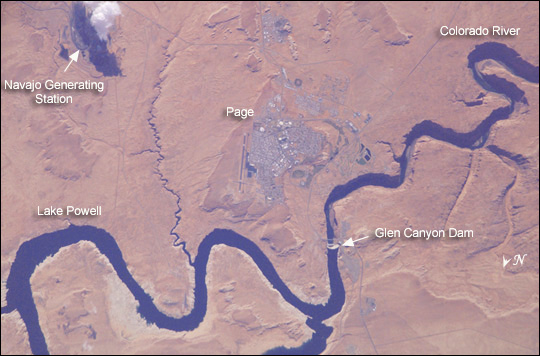
Вид на Пейдж з космосу

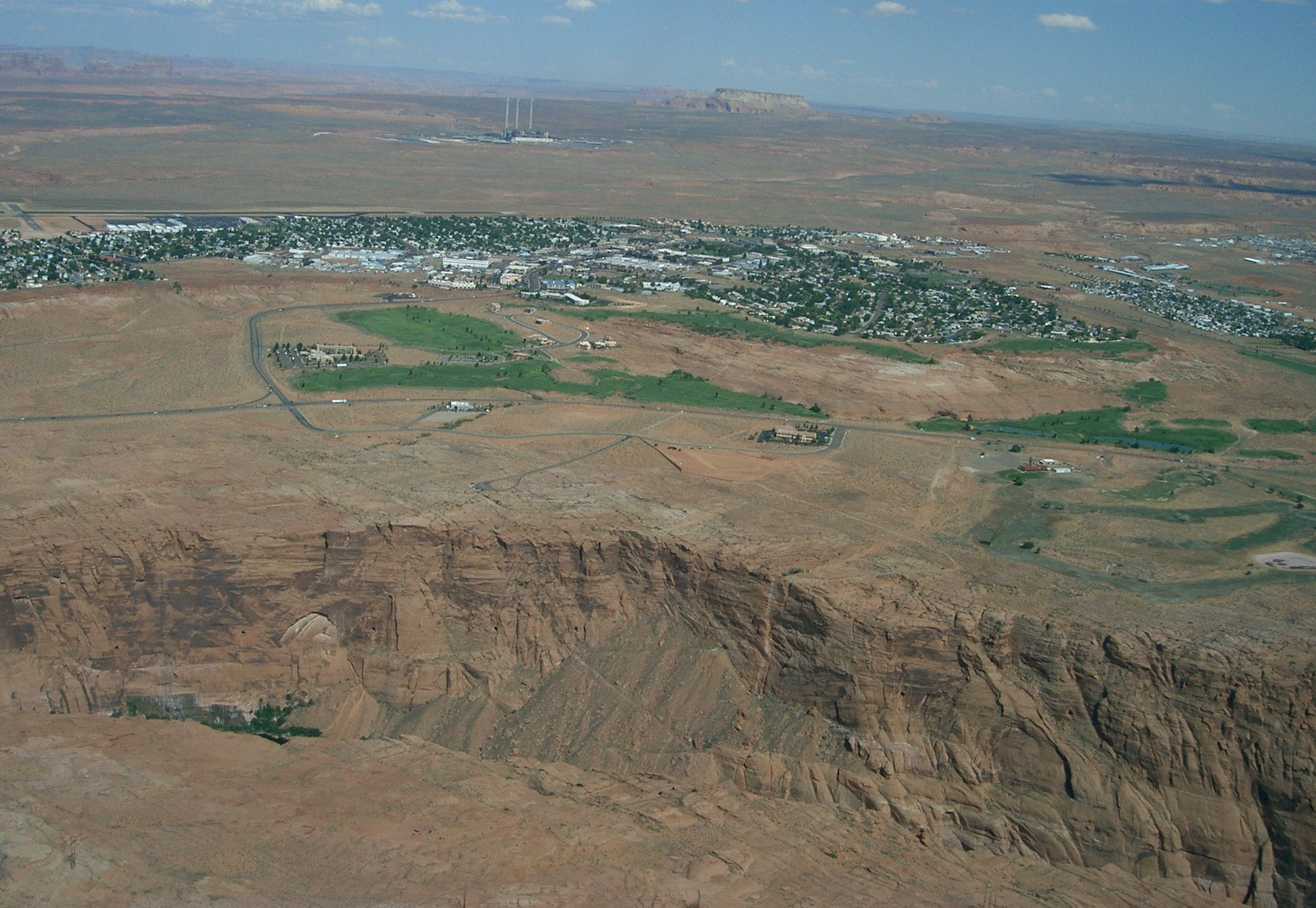
Вид на Пейдж з літака

Місто з'явилося у 1957 році як табір житла для працівників будівництва греблі Ґлен-Каньйон на річці Колорадо. У 1958 році близько 24 квадратних миль землі навахо були обмінені на землю в штаті Юта, і громада, яка пізніше була названа на честь комісара Бюро меліорації Джона Пейджа народилася.
Спочатку поселення складалося з тимчасових будинків і житлових трейлерів, з кількома вулицями, вирізаних на піщаних, кам'янистих схилах. Поступово були побудовані постійні будинки і церкви та прокладений бульвар вздовж озера Павелл. Дванадцяти релігійним конфесіям були надані будівельні майданчики для будівництва храмів. Протягом семи років, необхідних для спорудження греблі, Пейдж був федеральним муніципалітетом. Він був включений міста до реєстру міст 1 березня 1975 року.
Місто Пейдж знаходиться по сусідству з племенем навахо, яке є одним з найбільших індіанських племен у Сполучених Штатах. Навахо становлять найбільшу частину населення в районі Ґлен-Каньйон. Їх землі, що оточують місто, складають понад 16 мільйонів акрів (27 000 квадратних миль), і простягаються до штатів Юта і Нью-Мексико.

## Демографія
Згідно з переписом 2010 року, у місті мешкало 7247 осіб у 2518 домогосподарствах у складі 1822 родин. Густота населення становила 168 осіб/км². Було 2787 помешкань (65/км²).
Расовий склад населення:
| - 57,6 % — білих - 34,0 % — корінних американців - 0,9 % — азіатів - 0,3 % — чорних або афроамериканців - 2,1 % — осіб інших рас |

До двох чи більше рас належало 5,0 %. Частка іспаномовних становила 7,3 % від усіх жителів.
За віковим діапазоном населення розподілялося таким чином: 29,6 % — особи молодші 18 років, 61,4 % — особи у віці 18—64 років, 9,0 % — особи у віці 65 років та старші. Медіана віку мешканця становила 32,5 року. На 100 осіб жіночої статі у місті припадало 101,5 чоловіків; на 100 жінок у віці від 18 років та старших — 101,0 чоловіків також старших 18 років.
Середній дохід на одне домашнє господарство становив 77 194 долари США (медіана — 57 161), а середній дохід на одну сім'ю — 79 232 долари (медіана — 64 135). Медіана доходів становила 47 779 доларів для чоловіків та 37 656 доларів для жінок. За межею бідності перебувало 14,4 % осіб, у тому числі 18,7 % дітей у віці до 18 років та 1,5 % осіб у віці 65 років та старших.
Цивільне працевлаштоване населення становило 3503 особи. Основні галузі зайнятості: мистецтво, розваги та відпочинок — 24,2 %, освіта, охорона здоров'я та соціальна допомога — 18,4 %, роздрібна торгівля — 13,3 %, науковці, спеціалісти, менеджери — 9,3 %.